# L'Aérophile
L'Aérophile  è stata una rivista di aeronautica francese pubblicata dal 1893 al 1947 e descritta, nel 1910, come la "principale rivista di aeronautica di tutto il mondo".

## Storia e contenuti
L'Aérophile fu fondato nel gennaio 1893 e diretto per i primi anni, dal giornalista francese Georges Besançon, già fondatore dell'Union Aérophile de France, una società che divenne responsabile del progresso dell'aeronautica in Francia. Nel 1898, la rivista divenne la pubblicazione ufficiale dell'Aéro-Club de France, fondato il 20 ottobre dello stesso anno e di cui lo stesso Besançon fu segretario generale dal 1903 al 1934, e fu quindi dedicata a documentare ai propri lettori i progressi dell'aviazione e della ricerca aeronautica.
Pubblicato ogni mese fino al 1910, e poi divenuto una pubblicazione quindicinale, L'Aérophile ospitò molti articoli riguardanti gli anni pionieristici dell'aeronautica: da quelli relativi ai primi esperimenti di volo a vela effettuati dal gruppo di Octave Chanute nel 1896/7 e dai fratelli Wright, a quelli riguardanti il primo volo della storia su un aereo a motore, effettuato dagli stessi Wright il 17 dicembre 1903; da quelli relativi ai primi voli di Alberto Santos-Dumont, che furono i primi ad essere effettuati su suolo europeo, a quelli riguardanti i vari prototipi di aeromobili costruiti agli inizi del Novecento, come l'aerogiro Breguet-Richet o il Blériot V.
Negli ultimi anni di pubblicazione, L'Aérophile divenne anche la pubblicazione ufficiale dell'associazione allievi dell'École nationale supérieure de l'aéronautique.